# محمود شوقي
محمود شوقى أحد رؤساء نادي الزمالك من 1952 إلى 1955 أول رئيس نادي الزمالك بعد ثورة 23 يوليو، تم تغير اسم النادي في عهده إلي لنادي الزمالك تم نقل النادى من مقر النادي القديم إلى مقر آخر أكبر في منطقة ميت عقبة، ثم عاد مرة أخرى لرئاسة النادي عام 1952 حتى عام 1955، وتم منح الوكالة الشرفيه لنادي الزمالك له في عام 1962.